# 北辞郎
北辞郎（きたじろう）は中日辞典のデータベース。有志によって日々新しい単語が登録されている。新語や俗語も多数収録されている。2025年1月現在30万語以上が登録されている。